# 토머스 윌슨 브라운
토머스 윌슨 브라운(1972년 12월 27일 ~ )은 미국의 배우이다.

## 출연 작품
- 록시
- 애들이 줄었어요